# Championnat de Roumanie de football 2018-2019
Navigation
Édition précédente Édition suivante
La saison 2018-2019 de Liga I est la 101e édition de la première division roumaine. Le championnat rassemble les quatorze meilleures équipes du pays au sein d'une poule unique, où chaque club rencontre tous ses adversaires 2 fois, à domicile et à l'extérieur.

## Participants
Légende des couleurs
- Deuxième tour de qualification de la Ligue des champions 2018-2019
- Troisième tour de qualification de la Ligue Europa 2018-2019
- Deuxième tour de qualification de la Ligue Europa 2018-2019
- Premier tour de qualification de la Ligue Europa 2018-2019
- Promu de deuxième division

| Club                  | Dernière montée | Classement 2017-2018 | Entraîneur        | Stade                              | Capacité théorique |
| --------------------- | --------------- | -------------------- | ----------------- | ---------------------------------- | ------------------ |
| CFR Cluj              | 2004            | 1                    | Toni              | Stade Docteur-Constantin-Rădulescu | 23 500             |
| Steaua Bucarest       | 1947            | 2                    | Mihai Teja        | Arena Națională                    | 55 634             |
| Universitatea Craiova | 2014            | 3                    | Devis Mangia      | Stade Ion-Oblemenco                | 30 000             |
| Viitorul Constanța    | 2012            | 4                    | Gheorghe Hagi     | Stade Viitorul                     | 4 500              |
| Astra Giurgiu         | 2009            | 5                    | Costel Enache     | Stade Marin-Anastasovici           | 8 500              |
| Politehnica Iași      | 2014            | 6                    | Flavius Stoican   | Stade Emil-Alexandrescu            | 11 390             |
| Dinamo Bucarest       | 1948            | 7                    | Mircea Rednic     | Stade Dinamo                       | 15 032             |
| FC Botoșani           | 2013            | 8                    | Liviu Ciobotariu  | Stade municipal de Botoșani        | 12 000             |
| Sepsi Sfântu Gheorghe | 2017            | 9                    | Eugen Neagoe      | Stade Silviu-Ploeșteanu            | 8 800              |
| Gaz Metan Mediaș      | 2016            | 10                   | Edward Iordănescu | Stade Gaz Metan                    | 7 814              |
| Concordia Chiajna     | 2011            | 11                   | Adrian Falub      | Stade Concordia                    | 5 123              |
| FC Voluntari          | 2015            | 12                   | Cristiano Bergodi | Stade Anghel-Iordănescu            | 4 600              |
| Dunărea Călărași      | 2018            | 1 (D2)               | Dan Alexa         | Stade Ion Comșa                    | 10 400             |
| FC Hermannstadt       | 2018            | 2 (D2)               | Vasile Miriuță    | Stade municipal                    | 14 200             |

1. ↑  On ne peut pas exactement parler de promotion pour ce club puisqu'il a directement rejoint la première division dès sa création en 1947. Depuis cette date, il n'a jamais connu de relégation.
2. ↑  On ne peut pas exactement parler de promotion pour ce club puisqu'il a directement rejoint la première division dès sa création en 1948. Depuis cette date, il n'a jamais connu de relégation.